# 令和3年台風第8号
令和3年台風第8号（れいわ3ねんたいふうだい8ごう、アジア名：Nepartak [命名:ミクロネシア・意味:有名な戦士の名前] ）は、2021年7月に発生し、史上初めて宮城県に上陸した台風である。

## 進路

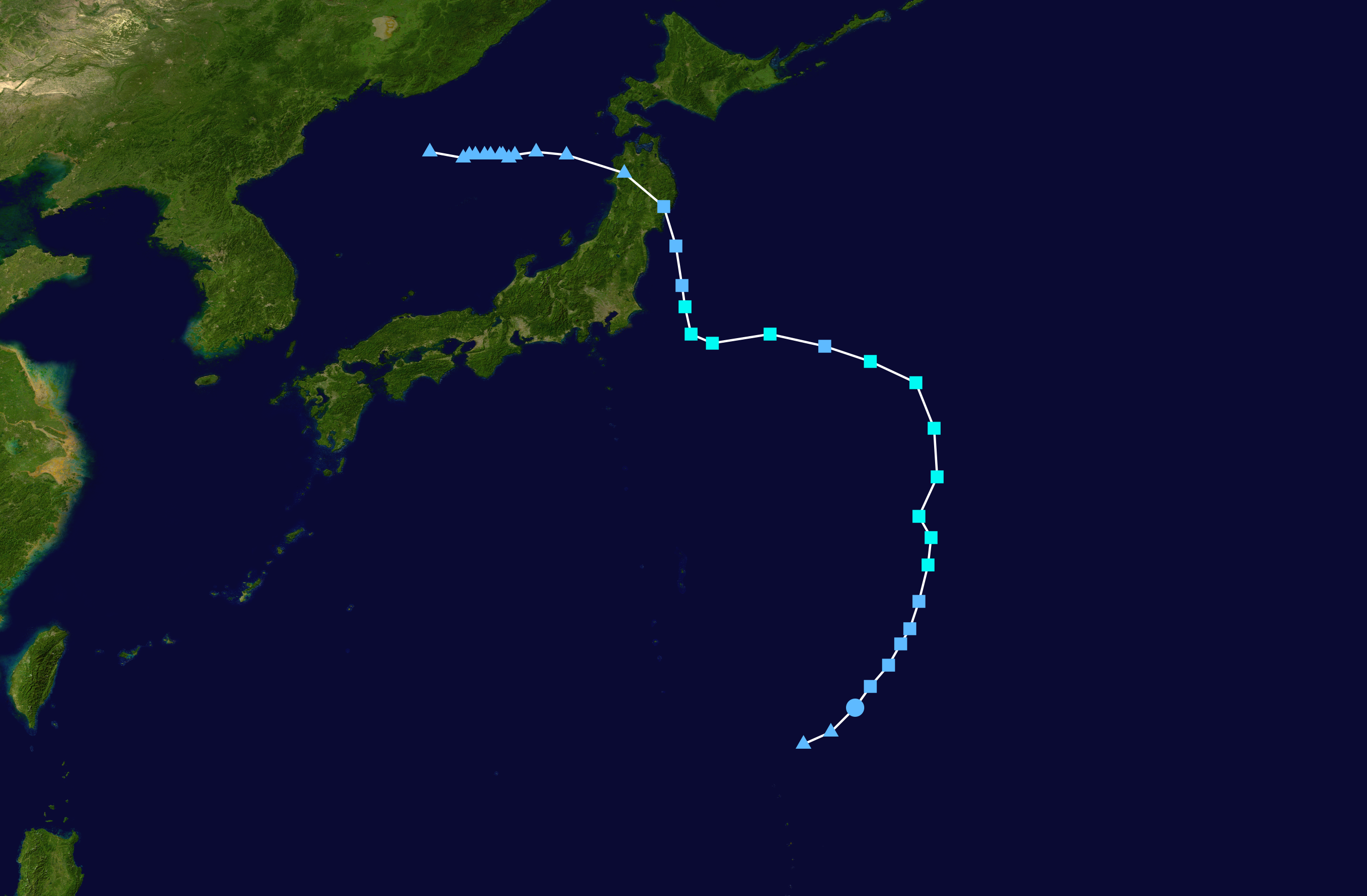
進路図

7月23日21時、南鳥島近海で発達中の熱帯低気圧（同日9時発生）が台風8号になり、アジア名ニパルタック（Nepartak）と命名された。台風はその後北上し、日本の東の海上を北西に進んだ。24日午後9時に、強風域の半径が500kmに達し、大型な台風となった。この段階では、27日には東北や関東甲信に接近・上陸するおそれがあるとされた。仮に福島県や宮城県、茨城県などに上陸すれば、1951年の統計開始以来初の事例になるとされた。こうした台風の経路は非常に珍しいものであり、それまでに関東・東北の太平洋側に東海上から上陸した台風は、1951年の統計開始以降では、1989年の台風13号（千葉県銚子市付近に上陸）と2016年の台風10号（岩手県大船渡市付近に上陸）のわずか2例しかなかった。このような珍しい進路を辿った原因としては、太平洋高気圧が例年より北東に離れた場所に位置していたことや、上空の寒冷渦などが挙げられる。
その後次第に進行方向を北西から西へと変え、暴風域は伴わないものの、26日夜には関東地方と東北地方の一部が強風域に入った。台風は一時的に南下しつつ、翌27日朝には銚子市の東海上でほぼ停滞した。この段階で、北陸と東海の一部も強風域に入った。同日日中は進路を北に変え、関東南部沖を進んだ。同日夜には北北西にカーブしつつ、北関東沖から三陸沖を進んだ。その後、翌28日の朝6時前に宮城県石巻市付近に上陸した。前述の通り、宮城県に台風が上陸するのは観測史上初となった。その後は宮城県北東部を北上して岩手県に入り、同日9時には盛岡市の南70km、同日正午には秋田市の東北東80kmに達した。同日午後には西向きに進路を変え、秋田県を通って日本海に出た。同日15時、秋田県沖で温帯低気圧に変わった。

## 気象状況
この台風は上空に寒気を伴うなど、台風と温帯低気圧の中間的な性質を持っているため、台風の中心から離れた地域で風雨が強まった。7月26日には、銚子で最大瞬間風速23.1m/s、いわき市で同16.1m/s、北茨城市で15.3m/sの強風が観測された。翌27日には、銚子で最大瞬間風速25.8m/sが観測され、八丈島で午前4時43分までの1時間に64.5mmの非常に激しい雨が降り、7月の観測史上最高タイとなった。この他、千葉県東庄町で午前1時11分までに32.0mmの激しい雨が観測された。同日夜には、活発な雨雲が流入した福島県南相馬市で20時までの1時間雨量が21mmと強い雨になった。

## 影響と被害

### 五輪日程への影響
東京オリンピック開催期間中の接近上陸となった。
- サーフィン競技 - 7月28日に予定されていた決勝戦と3位決定戦を前日に前倒し[22]。
- ボート競技 - 7月27日予定のレースを延期[22]。
- アーチェリー競技 - アーチェリー男女個人戦の開始時間を2時間半繰り下げて正午開始に変更し、午後予定されていた競技を28日と29日に変更[22][23]。
- トライアスロン競技 - トライアスロン女子の開始時間に遅れ[22]。

### 被害
- 須賀川市の金属加工会社「日向精工」などで浸水被害が発生した[24]。
- 栃木県茂木町で1人が死亡した[25]。また、同じく栃木県で1棟の住家が床下浸水した[25]。